# 2015年レッドブル・エアレース・ワールドシリーズ シュピールベルク
2015年レッドブル・エアレース・ワールドシリーズ シュピールベルクでは、通算10回目となるレッドブル・エアレース・ワールドシリーズの内、2015年9月5日・6日にオーストリアのシュピールベルクで行われた2015年シーズン第6戦について述べる。会場は、2014年シーズン最終戦の舞台と同じく、F1のオーストリアグランプリが開催されるレッドブル・リンクで、前回アスコットに続く内陸戦となる。

## 概要
大会3日前となる9月2日、母国開催となるハンネス・アルヒが、昨シーズンのシュピールベルク覇者のニコラス・イワノフと、最終2戦の母国（アメリカ）開催を前に意気込むカービー・チャンブリスを伴って、世界遺産にもなっているダッハシュタイン山塊上空をフライトした。
山々に囲まれたシュピールベルクは、変わりやすい天候が特徴で、レーストラックは一見シンプルだが65メートルの高低差があり、パイロットは常に三次元の空間認識力を要求される。
4日午後に行われた2度のトレーニング・フライトでは、総合優勝に最も近いポール・ボノムが安定した強さを見せ、キャリア初優勝を目指すマット・ホールとハンネス・アルヒが僅差で追う形となった。レーストラック・アナリストは、高低差から生まれる加速によりオーバーGになりやすく、ウィングレットの有無がタイム差に出ると述べた。
雲が立ち込め、大雨が降る断続的な悪天候により、5日午前に予定されていた予選は中止となり、オフィシャルルールに則って、ラウンド・オブ・14の組み合わせは現在のポイントランキングを元に決められた。ラウンド・オブ・14で1位通過しながらもエンジン・トラブルで8位という受け入れがたい結果に終わったアスコットの雪辱を果たし、母国優勝をもぎ取りたいアルヒは高まるプレッシャーと戦いながら冷静さを保つべく準備を進めたが、ラウンド・オブ・14でスタートゲート通過時にパイロン・ヒット、レーストラック上で自分を見失ってセーフティ・クライム・アウトを選択し、あまりにも早い敗退となった。
ラウンド・オブ・8ではカービー・チャンブリスが今シーズン初、かつ昨シーズン第4戦以来となるファイナル4進出を果たし、ファイナル4では3位となり、レース再開から初めて表彰台を獲得、マット・ホールがキャリア初優勝を果たした。
チャレンジャークラスは、フランスのミカエル・ブラジョーが今シーズン初勝利を挙げた。

## マスタークラス

### ラウンド・オブ・14
| ヒート | ランク1 | パイロット1            | タイム1   | タイム2   | パイロット2            | ランク2 |
| ------ | ------- | ---------------------- | --------- | --------- | ---------------------- | ------- |
| 1      | 5       | ナイジェル・ラム       | DNF1      | 58.5762   | マイケル・グーリアン   | 10      |
| 2      | 4       | マルティン・ソンカ     | 57.688    | 57.939    | ピーター・ベゼネイ     | 11      |
| 3      | 6       | ニコラス・イワノフ     | 58.138    | 57.027    | ピート・マクロード     | 9       |
| 4      | 3       | ハンネス・アルヒ       | SCO3      | 58.876    | カービー・チャンブリス | 12      |
| 5      | 7       | マティアス・ドルダラー | 59.811    | 1:00.7364 | 室屋義秀               | 8       |
| 6      | 2       | マット・ホール         | 1:02.4265 | 1:05.8536 | フアン・ベラルデ       | 13      |
| 7      | 1       | ポール・ボノム         | 1:01.5364 | DQ7       | フランソワ・ルボット   | 14      |

| 凡例                     | 凡例 |
| ------------------------ | ---- |
| ラウンド・オブ・8進出    |      |
| ノックアウト（敗退）     |      |
| 敗者の中で最速（＝進出） |      |

- ^1 スタートゲート通過時のスピード超過によりDNF判定
- ^2 スモークが出ておらず+1秒のペナルティ[9]
- ^3 パイロン・ヒットにより+3秒のペナルティ、セーフティ・クライム・アウトを選択[8]
- ^4 水平違反により+2秒のペナルティ
- ^5 パイロン・ヒットにより+3秒のペナルティ
- ^6 パイロン・ヒットにより+3秒、水平違反×2により+4秒のペナルティ
- ^7 パイロン・ヒットにより+3秒、観客席上空に進入してしまい失格[13]

### ラウンド・オブ・8
| ヒート | ランク1 | パイロット1        | タイム1 | タイム2   | パイロット2            | ランク2 |
| ------ | ------- | ------------------ | ------- | --------- | ---------------------- | ------- |
| 8      | 4       | マルティン・ソンカ | 58.698  | 1:01.609  | マイケル・グーリアン   | 10      |
| 9      | 9       | ピート・マクロード | 58.912  | 58.258    | カービー・チャンブリス | 12      |
| 10     | 2       | マット・ホール     | 57.721  | 1:00.5721 | マティアス・ドルダラー | 7       |
| 11     | 1       | ポール・ボノム     | 57.553  | DQ2       | ピーター・ベゼネイ     | 11      |

| 凡例                 | 凡例 |
| -------------------- | ---- |
| ファイナル4進出      |      |
| ノックアウト（敗退） |      |

- ^1 水平違反により+2秒のペナルティ
- ^2 スタートゲート進入速度が202ノットを越えたため失格[13]

| 順 位 | No. | パイロット             | タイム | ペナルティ |
| ----- | --- | ---------------------- | ------ | ---------- |
| 1     | 95  | マット・ホール         | 56.851 |            |
| 2     | 55  | ポール・ボノム         | 56.908 |            |
| 3     | 10  | カービー・チャンブリス | 58.291 |            |
| 4     | 8   | マルティン・ソンカ     | 58.422 |            |

| 順 位 | パイロット             | ポイント |
| ----- | ---------------------- | -------- |
| 1     | マット・ホール         | 12       |
| 2     | ポール・ボノム         | 9        |
| 3     | カービー・チャンブリス | 7        |
| 4     | マルティン・ソンカ     | 5        |
| 5     | ピート・マクロード     | 4        |
| 6     | マティアス・ドルダラー | 3        |
| 7     | マイケル・グーリアン   | 2        |
| 8     | ピーター・ベゼネイ     | 1        |
| 9     | ニコラス・イワノフ     | 0        |
| 10    | 室屋義秀               | 0        |
| 11    | フアン・ベラルデ       | 0        |
| 12    | ハンネス・アルヒ       | 0        |
| 13    | ナイジェル・ラム       | 0        |
| 14    | フランソワ・ルボット   | 0        |

## チャレンジャークラス

### 決勝
| 順 位 | No. | パイロット               | タイム   | ペナルティ |
| ----- | --- | ------------------------ | -------- | ---------- |
| 1     | 11  | ミカエル・ブラジョー     | 1:05.576 |            |
| 2     | 18  | ペトル・コプシュタイン   | 1:05.702 |            |
| 3     | 17  | ダニエル・リファ         | 1:07.080 |            |
| 4     | 37  | ピーター・ポドランセック | 1:08.305 |            |
| 5     | 62  | フロリアン・バーガー     | 1:09.366 |            |
| 6     | 77  | フランシス・バロス       | 1:13.990 | +4秒1      |

- ^1 水平違反×2により+4秒のペナルティ

## 第6戦終了後のランキング
| 順 位 | パイロット             | トー タル |
| ----- | ---------------------- | --------- |
| 1     | ポール・ボノム         | 55        |
| 2     | マット・ホール         | 50        |
| 3     | ハンネス・アルヒ       | 30        |
| 4     | マルティン・ソンカ     | 23        |
| 5     | ピート・マクロード     | 18        |
| 6     | ナイジェル・ラム       | 17        |
| 7     | マティアス・ドルダラー | 15        |
| 8     | 室屋義秀               | 11        |
| 8     | ニコラス・イワノフ     | 11        |
| 10    | マイケル・グーリアン   | 10        |
| 11    | カービー・チャンブリス | 9         |
| 11    | ピーター・ベゼネイ     | 8         |
| 13    | フアン・ベラルデ       | 0         |
| 13    | フランソワ・ルボット   | 0         |

| 順 位 | パイロット               | トー タル |
| ----- | ------------------------ | --------- |
| 1     | ダニエル・リファ         | 28        |
| 1     | ペトル・コプシュタイン   | 28        |
| 3     | ミカエル・ブラジョー     | 26        |
| 4     | クリスチャン・ボルトン   | 24        |
| 5     | ピーター・ポドランセック | 14        |
| 6     | フロリアン・バーガー     | 10        |
| 7     | フランシス・バロス       | 4         |